# Skanderup Sogn (Kolding Kommune)
 Ikke at forveksle med Skannerup Sogn.
 For alternative betydninger, se Skanderup Sogn. (Se også artikler, som begynder med Skanderup Sogn)
Skanderup Sogn er et sogn i Kolding Provsti (Haderslev Stift).
I 1800-tallet var Skanderup Sogn et selvstændigt pastorat.
Det hørte til Andst Herred i Ribe Amt.
Skanderup sognekommune blev ved kommunalreformen i 1970 indlemmet i Vejen Kommune.
I Skanderup Sogn ligger Skanderup Kirke.
I sognet findes følgende autoriserede stednavne:
- Bremhøj (areal)
- Dollerup (bebyggelse)
- Dollerup Mark (bebyggelse)
- Dollerupsø (areal)
- Gelballe (bebyggelse)
- Gelballeskov (bebyggelse)
- Hesselvad (bebyggelse)
- Klebæk (bebyggelse)
- Lunderskov (bebyggelse, ejerlav)
- Møllevang (bebyggelse)
- Nagbøl (bebyggelse, ejerlav)
- Skanderup (bebyggelse, ejerlav)
- Skanderup Kirkeby (bebyggelse)
- Søndermose (areal)
- Ulveryg (areal)

I skellet mellem Skanderup Sogn og Andst Sogn i vest har ligget Trældiget.